# Rödental
Rödental är en stad i Landkreis Coburg i Regierungsbezirk Oberfranken i förbundslandet Bayern i Tyskland.  Rödental har cirka 13 000 invånare. 

## Administrativ indelning
Rödental består av sexton Stadtteile.
- Blumenrod
- Einberg
- Fischbach
- Fornbach
- Kipfendorf
- Mittelberg
- Mönchröden
- Oberwohlsbach
- Oeslau
- Rothenhof
- Schönstädt
- Steinrod
- Unterwohlsbach
- Waldsachsen
- Waltersdorf
- Weißenbrunn vorm Wald